# Starksia spinipenis
Starksia spinipenis is een  straalvinnige vissensoort uit de familie van slijmvissen (Labrisomidae). De wetenschappelijke naam van de soort is voor het eerst geldig gepubliceerd in 1960 door Al-Uthman.
De soort staat op de Rode Lijst van de IUCN als niet bedreigd, beoordelingsjaar 2007.